# Faianță (material)
Faianță este un material realizat din ceramică glazurată (acoperită cu smalț), folosit îndeosebi pentru realizarea obiectelor de olărie.

## Etimologie
Cuvântul faianță provine din francezul „faïence”, francezii numind acest material după orașul italian Faenza, care exporta acest material.

## În România
În vara anului 1968, în localitatea Batiz, Hunedoara au fost descoperite vestigiile primei și celei mai renumite Manufacturi de faianță fină din centrul și estul Europei.
Manufactura de ceramică fină de la Batiz a funcționat vreme de peste o jumătate de secol, între anii 1810-1865.